# H. R. F. Keating
Pour les articles homonymes, voir Keating.
Henry Reymond Fitzwalter Keating, né le 31 octobre 1926 à St Leonards-on-Sea, Sussex de l'Est, et mort le 27 mars 2011 à Londres, est un auteur britannique de roman policier. Il signe ses œuvres H. R. F. Keating. Il a également publié une trilogie romanesque sous le pseudonyme de Evelyn Hervey.

## Biographie
Après des études à Londres pendant la Deuxième Guerre mondiale, il sert dans l’armée britannique de 1945 à 1948. Démobilisé, il reprend ses études au Trinity College de Dublin jusqu’en 1952.  Il devient ensuite secrétaire de rédaction dans divers journaux, notamment au Daily Telegraph, avant de se consacrer à l’écriture après le succès remporté par son premier roman policier, Death and the Visiting Firemen, paru en 1959.
En littérature policière, il est surtout connu pour la série, qui compte une vingtaine de romans et plusieurs nouvelles, consacrée aux enquêtes de l’inspecteur hindou Ganesh Ghote (prononcer Ghoté) de la brigade criminelle de Bombay en Inde. Le premier titre de la série, Le Meurtre parfait, gagnant du Gold Dagger Award 1964, est un whodunit classique où Ghote démasque le meurtrier du secrétaire d'un homme d'affaires. Timide, aimable et débonnaire, Ghote apparaît dès cette première aventure comme un héros en proie au doute, parfois même maladroit, ce qui le rend d'autant plus humain. Issu du peuple, c'est un policier intègre et consciencieux, doué d'une patience à toute épreuve et pugnace avec les gens des hautes classes que l'amènent à fréquenter ses enquêtes. Homme simple et observateur, il n'est rien qu'il préfère pourtant que de déambuler comme un simple quidam dans les rues bruyantes et populeuses de Bombay. Ce héros s'avère donc un témoin lucide et privilégié des changements qui marquent la société indienne confrontée au choc entre traditions ancestrales et nouvelles valeurs de la modernité. Ainsi, dans Pas d’enquête sans casser d’œufs (1970), Ghote se déguise en marchand d'œufs pour enquêter en toute discrétion sur un assassinat vieux d'une quinzaine d'années, perpétré dans un village de l'arrière-pays, où l'épouse d'un notable a été empoisonnée, puis incinérée, sans susciter l'indignation de la population. Plus moderne, l'intrigue de Filmi, filmi, inspecteur Ghote ! (1976) se déroule dans les milieux du cinéma indien et donne lieu à plus d'une situation cocasse. La plupart des récits du cycle Ghote se départent d'ailleurs rarement d'un humour constant, bien que certains titres soient plus graves, tel La Mort en questions (1996), centré sur un trafic de venin, et d'autres nettement plus légers, comme  L’inspecteur Ghote abat son joker (1969), où le héros est chargé de protéger le dernier flamant rose d'un zoo, les autres ayant été abattus par un tireur fou.  À noter que Keating ne visita l'Inde pour la première fois que dix ans après avoir publié le premier titre de sa célèbre série.
En 1980, l'écrivain fait paraître Le Meurtre du Maharaja, un roman historique, situé en 1930, qui n'appartient pas au cycle Ganesh Ghote proprement dit, mais qui met en scène le père du futur héros, alors un maître d'école amené à seconder un policier britannique pour élucider le meurtre d'un maharajah mégalomane, tué pendant une partie de chasse.  Ce roman reçoit le Gold Dagger Award 1980, le deuxième en carrière pour H. R. F. Keating.
À partir de l'an 2000, Keating entreprend une seconde série policière, qui compte sept romans, ayant pour héroïne Harriet Martens, inspecteur-chef à Birchester, petite ville fictive située entre Birmingham et Manchester.
Élu président du Crime Writers' Association en 1970-1971, de la Society of Authors en 1983-1984 et du Detection Club de 1985 à 2000, Keating a également été membre de la Royal Society of Literature. En outre, pendant une quinzaine d'années, entre 1967 à 1983, il a signé des critiques de romans policiers pour le Times de Londres.
En 1996, il reçoit le Cartier Diamond Dagger pour l'ensemble de son œuvre

## Œuvre

### Romans

#### SérieInspecteur Ganesh Ghote
- The Perfect Murder (1964) Publié en français sous le titre Le Meurtre parfait, Paris, Fayard, 1997 ; réédition, Paris, LGF, Le Livre de poche no 14749, 1999
- Inspector Ghote's Good Crusade (1966) Publié en français sous le titre L’inspecteur Ghote mène la croisade, Paris, Fayard, 1993 ; réédition, Paris, LGF, Le Livre de poche no 13870, 1995
- Inspector Ghote Caught in Meshes (1967)
- Inspector Ghote Hunts the Peacock (1968)
- Inspector Ghote Plays a Joker (1969) Publié en français sous le titre L’inspecteur Ghote abat son joker, Paris, Fayard, 1998 ; réédition, Paris, LGF, Le Livre de poche no 14862, 2000
- Inspector Ghote Breaks an Egg (1970) Publié en français sous le titre Pas d’enquête sans casser d’œufs, Paris, Presses de la Cité, coll. Littérature policière no 7, 1983
- Inspector Ghote Goes by Train (1971)
- Inspector Ghote Trusts the Heart (1972)
- Bats Fly Up for Inspector Ghote (1974) Publié en français sous le titre Ghote et les Chauve-souris, Paris, Fayard, 1995 ; réédition, Paris, LGF, Le Livre de poche no 14033, 1996
- Filmi, Filmi, Inspector Ghote (1976) Publié en français sous le titre Filmi, filmi, inspecteur Ghote !, Paris, Fayard, 1996 ; réédition, Paris, LGF, Le Livre de poche no 14619, 1999
- Inspector Ghote Draws a Line (1979) Publié en français sous le titre L’inspecteur Ghote tire un trait, Paris, Fayard, 1992 ; réédition, Paris, LGF, Le Livre de poche no 13763, 1995
- Go West Inspector Ghote (1981) Publié en français sous le titre L’Inspecteur Ghote en Californie, Paris, Fayard, 1991 ; réédition, Paris, LGF, Le Livre de poche no 9690, 1993
- The Sheriff of Bombay (1984) Publié en français sous le titre Le Shérif de Bombay, Paris, Fayard, 1994 ; réédition, Paris, LGF, Le Livre de poche no 13933, 1996
- Under a Monsoon Cloud (1986)
- The Body in the Billiard Room (1987) Publié en français sous le titre Un cadavre dans la salle de billard, Paris, Fayard, 1990 ; réédition, Paris, LGF, Le Livre de poche no 9554, 1992
- Dead on Time (1988) Publié en français sous le titre Temps morts, Paris, Fayard, 1996 ; réédition, Paris, LGF, Le Livre de poche no 14557, 1998
- The Iciest Sin (1990) Publié en français sous le titre Meurtre à Malabar Hill, Paris, Fayard, 1992 ; réédition, Paris, LGF, Le Livre de poche no 13544, 1994
- Cheating Death (1992)
- Doing Wrong (1993) Publié en français sous le titre Où est le mal ?, Paris, Fayard, 1995 ; réédition, Paris, LGF, Le Livre de poche no 14161, 1997
- Asking Questions (1996) Publié en français sous le titre La Mort en questions, Paris, Fayard, 1996 ; réédition, Paris, LGF, Le Livre de poche no 18209, 2001
- Bribery, Corruption Also (1999) Publié en français sous le titre La Corruption en héritage, Paris, Fayard, 2000
- Breaking and Entering (2000)
- Inspector Ghote's First Case (2008)
- A Small Case for Inspector Ghote? (2009)

#### SérieHarriet Martens
- The Hard Detective (2000)
- A Detective in Love (2001)
- A Detective Under Fire (2002)
- The Dreaming Detective (2003)
- A Detective at Death's Door (2004)
- One Man and His Bomb (2006)
- Rules, Regs and Rotten Eggs (2007)

#### Trilogie victorienne  signée Evelyn Hervey
- The Governess (1983)
- The Man of Gold (1985)
- Into the Valley of Death (1986)

#### Autres romans
- Death and the Visiting Firemen (1959)
- Zen There Was Murder (1960)
- A Rush On the Ultimate (1961)
- The Dog It Was That Died (1962)
- Death of a Fat God (1963)
- Is Skin-Deep, Is Fatal (1965)
- The Strong Man (1971)
- The Underside (1974)
- A Remarkable Case of Burglary (1975)
- A Long Walk to Wimbledon (1978), roman de science-fiction
- The Murder of the Maharajah (1980) Publié en français sous le titre Le Meurtre du Maharaja, Paris, Fayard, 1991 ; réédition, Paris, LGF, Le Livre de poche no 13676, 1995
- The Lucky Alphonse (1982)
- The Rich Detective (1993)
- The Good Detective (1995)
- The Bad Detective (1996)
- The Soft Detective (1997)
- Jack the Lady Killer (1999), roman en vers

### Novelisation
- Murder by Death (1976), novelisation du scénario de Neil Simon pour le film Un cadavre au dessert de Robert Moore.

### Nouvelles

#### Recueil de nouvelles de la sérieInspecteur Ganesh Ghote
- Inspector Ghote, His Life and Crimes (1989)

#### Autres recueils de nouvelles
- Mrs. Craggs: Crimes Cleaned Up (1985)
- In Kensington Gardens Once... (1997)

#### Nouvelles de la sérieInspecteur Ganesh Ghote
- Inspector Ghote and the Test Match (1969)
- Inspector Ghote and the Dangerous Baby ou Inspector Ghote and the Miracle (1970)
- Inspector Ghote and the Film Star (1977)
- Inspector Ghote and the Loose End (1977) Publié en français sous le titre L’Inspecteur Ghote et le Chaînon manquant, dans Mystères 86. Les Dernières nouvelles du crime, Paris, LGF, Le Livre de poche no 6166, 1986
- The All-Bad Hat (1984)
- The Evidence I Shall Give (1989)
- The Crime of Arkady Nikolaivich (1992)
- Just Only One Small Crime (1992)
- The Man Who Spoke (1995)
- A Cold Coming (1997)
- Dead Men Do Tell Tales (1997)
- The Monkey and the Typewriter (2000)

#### Autres nouvelles isolées
- The Justice Boy (1967) Publié en français sous le titre L’Enfant-juge, Paris, Opta, Mystère magazine no 248, octobre 1968 ; réédition dans Enfants rouges, Paris, Julliard, coll. La Bibliothèque criminelle, 1990
- The Old Shell Collector (1970) Publié en français sous le titre Le Vieux Collectionneur de coquillages, Paris, Opta, Mystère magazine no 276, février 1971
- An Upwright Woman (1970) Publié en français sous le titre Une femme de caractère, dans Y aura-t-il un meurtre à Noël ?, Paris, Éditions du Masque,  coll. Grands Formats, 2002
- The Old Haddock (1971)
- The Five Senses of Mrs. Craggs (1973) Publié en français sous le titre Les Cinq Sens d’une femme de ménage, Paris, Opta, Mystère magazine no 314, avril 1974
- The Torture Chamber (1974)
- Liar, Liar, Pants on Fire (1976)
- Miss Unwin Goes a-Hunting (1981)
- A Snaking Suspicion (1989)
- Jack Fell Down (1990)
- Scrabble Babble Dabble (1992)
- Fog of Doubt (1993)
- My First Murder (1995)
- Blood and Bone (1995) Publié en français sous le titre Sang et Os, dans Histoires plus adroites que gauches, Paris, LGF, Le Livre de poche no 14100, 1997
- Runners (1996) Publié en français sous le titre Les Coureurs, dans Histoires de pas sages avides, Paris, LGF, Le Livre de poche no 14208, 1997
- A Lurking Fear (1998)
- Caesar, I Am Here (2000)
- The Man Who Killed Two Birds (2003)
- The Face (2006)

### Autres publications
- Understanding Pierre Teilhard de Chardin: a Guide to the Phenomenon of Man (1969), essai sur Pierre Teilhard de Chardin
- Murder Must Appetize (1975)
- Edgar  Wallace: The Man of Many Mysteries (1975), biographie critique d'Edgar Wallace
- Agatha Christie – First Lady of Crime (1977), biographie d'Agatha Christie
- Sherlock Holmes, the Man and His World (1979), étude du personnage de Sherlock Holmes
- Great Crimes (1982)
- Writing Crime Fiction (1986)
- Crime and Mystery: the 100 Best Books (1987)
- The Bedside Companion to Crime (1989)

## Adaptation cinématographique
- 1988 : The Perfect Murder (en), film de Zafar Hai, d'après le roman homonyme, avec Naseeruddin Shah dans le rôle de l'inspecteur Ghote.

## Prix et distinctions
- Gold Dagger Award 1964 pour  Le Meurtre parfait[1]
- Gold Dagger Award 1980  pour Le Meurtre du Maharaja[1]
- Cartier Diamond Dagger 1996[2]

## Sources
- Claude Mesplède  et Jean-Jacques Schleret (Éd. rév. de: SN, voyage au bout de la Noire), Les auteurs de la Série noire, 1945-1995, Nantes, Joseph K, coll. « Temps noir », 1996, 627 p. (ISBN 978-2-910-68611-6, OCLC 300207570), p. 76-78.